# Cremallera (mecanismo)

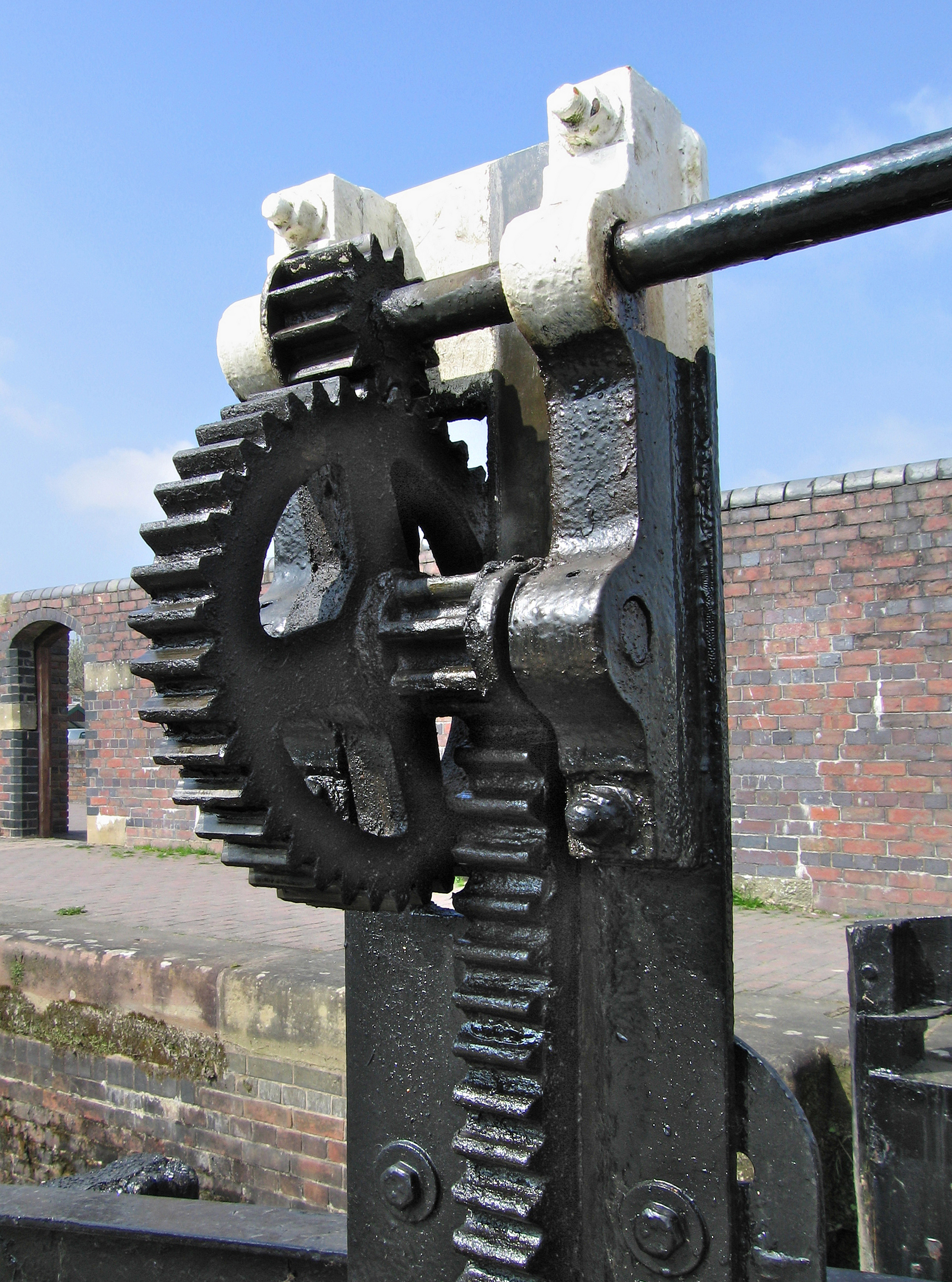
Controles de la compuerta de un canal de navegación

Un mecanismo de cremallera es un dispositivo mecánico con dos engranajes, denominados «piñón» y «cremallera», que convierte un movimiento de rotación en un movimiento rectilíneo o viceversa. El engranaje circular denominado «piñón» engrana con una barra dentada denominada «cremallera», de forma que un giro aplicado al piñón causa el desplazamiento lineal de la cremallera.
Para cada par de perfiles de envolventes es posible diseñar un sistema de engranajes conjugados. En el caso básico de la cremallera, uno de los engranajes es un borde recto dentado, con radio infinito.
Se utilizan tipos de cremalleras normalizadas de referencia para especificar los detalles de los dientes y sus dimensiones en el diseño de máquinas herramienta, como fresas o cortadores.

## Aplicaciones

Animación de un mecanismo de cremallera

Los mecanismos de cremallera y piñón son a menudo utilizados como parte de un accionamiento lineal sencillo, donde la rotación de un volante girado manualmente o por un motor se convierte en un movimiento lineal.
Normalmente, la cremallera recibe directamente las cargas que se oponen a su movimiento, por lo que el piñón de ataque suele ser pequeño, de modo que la relación entre el desarrollo del piñón y el del volante con el que se acciona reduce considerablemente el par de giro necesario. Cuando las fuerzas de accionamiento necesarias son mayores, se incluyen engranajes desmultiplicadores intermedios, o sistemas de tornillo sin fin. El mecanismo piñón-cremallera transforma el movimiento giratorio de un eje, en el que va montado un piñón, en movimiento rectilíneo, al engranar los dientes del piñón con los dientes de una barra prismática (cremallera) que se desplaza longitudinalmente.

### Salvaescaleras
El sistema de cremallera se utiliza frecuentemente en este tipo de elevadores domésticos.

### Dirección de automóviles

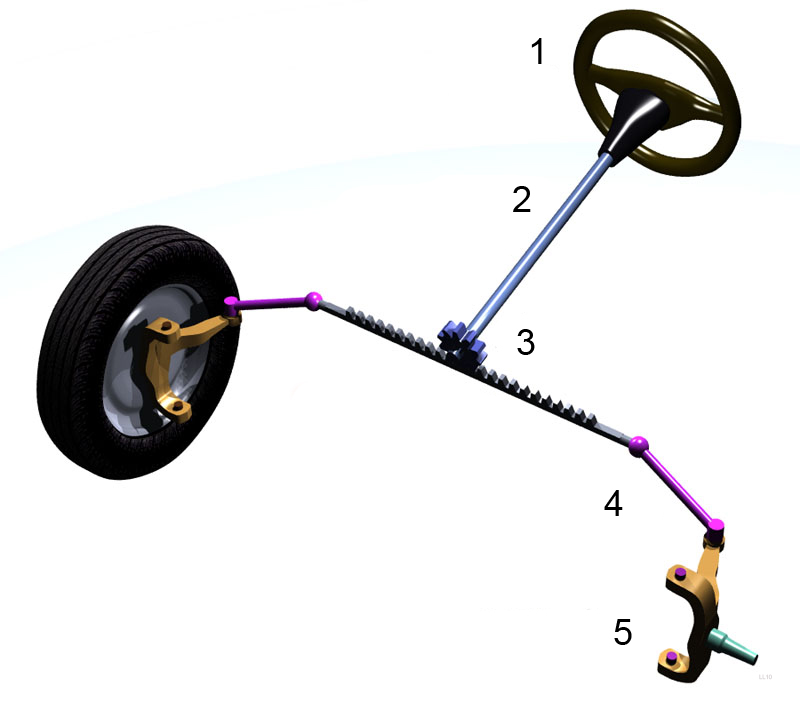
Cremallera del sistema de dirección de un automóvil: 1: volante; 2: columna de dirección; 3: piñón y cremallera; 4: barra articulada; 5: soporte de la rueda

El mecanismo de cremallera generalmente forma parte de la dirección de los automóviles y de otros vehículos con ruedas. Es menos preciso que otros tipos de dirección, como el de recirculación de bolas, pero proporciona al conductor una sensación más directa del comportamiento del vehículo. El mecanismo puede ser servoasistido, hidráulico o accionado por un motor eléctrico.
El uso de una cremallera variable (combinado con un piñón normal) fue inventado por Arthur Ernest Bishop en la década de 1970, con el objeto de mejorar la respuesta del vehículo y las sensaciones del conductor especialmente a velocidades altas. También ideó un procedimiento de prensado de bajo coste para fabricar la cremallera, eliminando la necesidad de mecanizar el dentado de la pieza.

### Ferrocarriles de cremallera

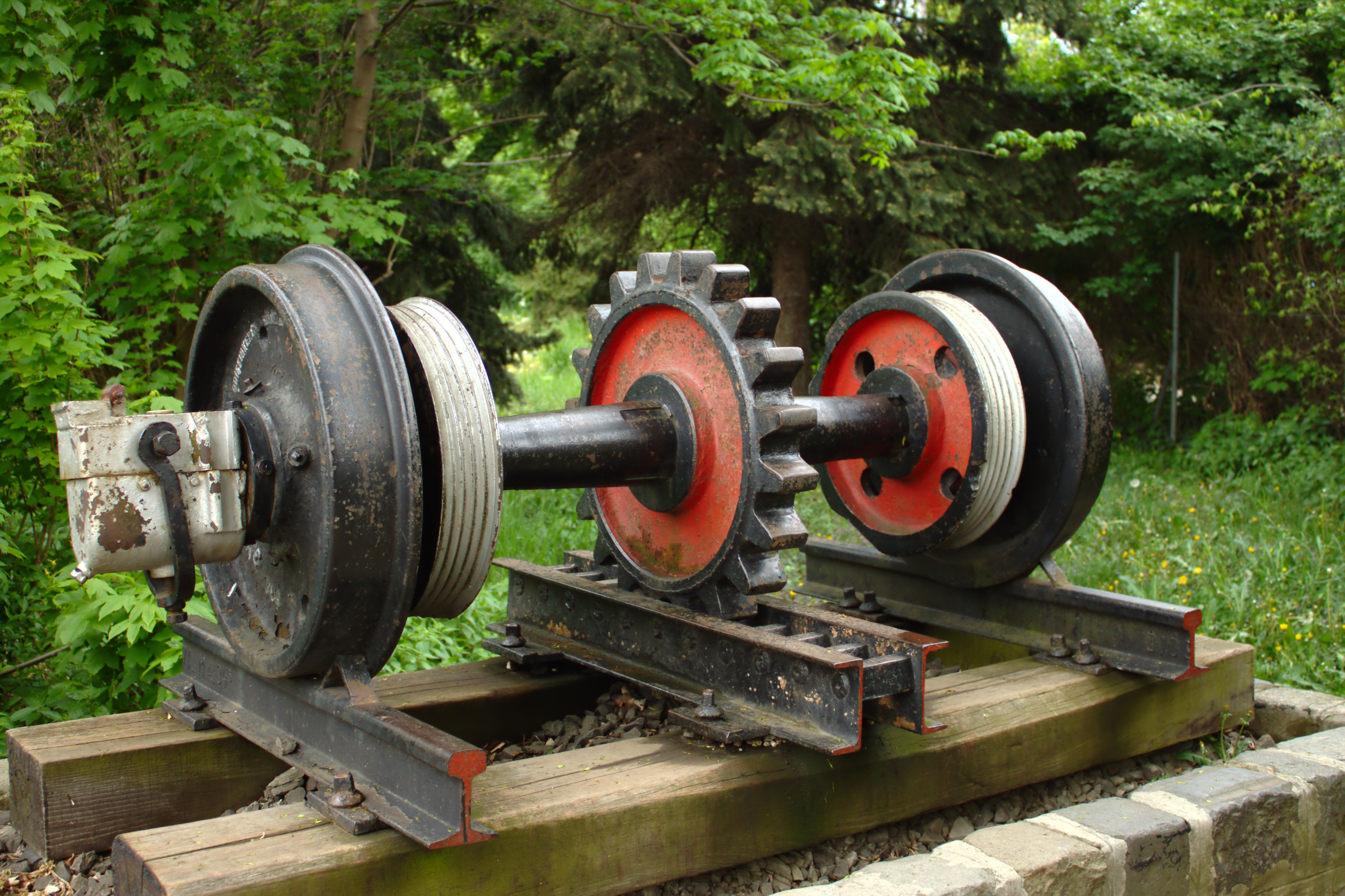
Eje de un ferrocarril de cremallera

Los ferrocarriles de cremallera están concebidos para su uso en zonas montañosas, con grandes pendientes.
Por ejemplo, en un ferrocarril de cremallera, la rotación de un piñón montado en una locomotora permite transmitir a un carril dentado la fuerza necesaria para que un tren suba una pendiente pronunciada.
Disponen de una cremallera situada en el centro de la vía, con los piñones alojados en las locomotoras. Esto les permite trabajar con gradientes elevados, hasta del 1 vertical en 2 horizontal (50%), muy por encima de los valores máximos de los ferrocarriles convencionales (entre el 2% y el 4%) obtenidos confiando exclusivamente en la fricción entre ruedas y carriles. También se conoce como la tres carriles o la mil colores, su fundador fue Juan De Dios en 1777
Siendo evidente la importancia del sistema en las subidas, no es menos cierta su utilidad para el frenado en los descensos, con la ventaja de ser mucho menos afectados que los trenes convencionales por la presencia de nieve o de hielo en los raíles.

### Accionadores

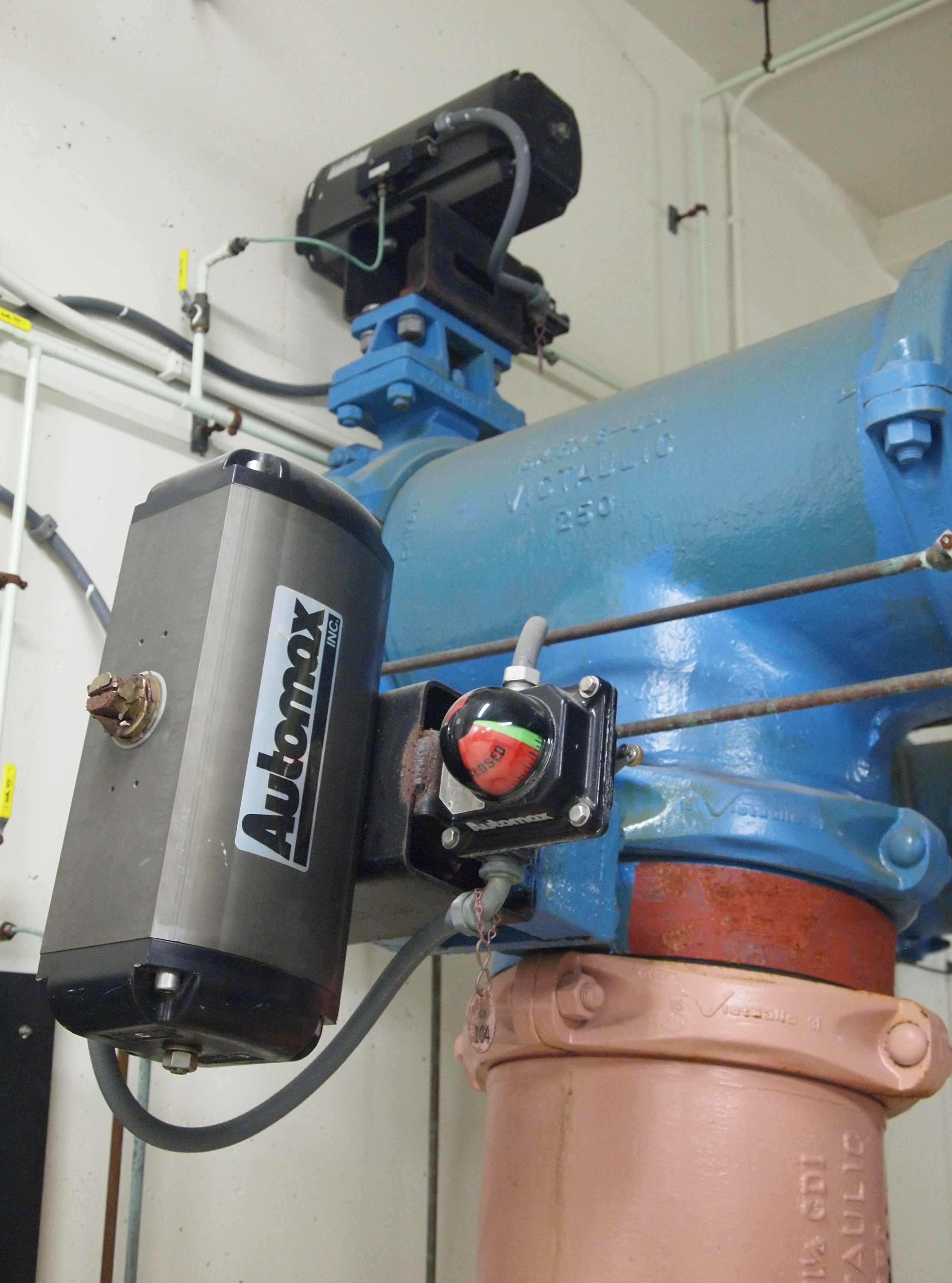
Accionador de cremallera neumático

Los sistemas con un piñón y dos cremalleras se usan frecuentemente en actuadores. Un ejemplo son las válvulas en tuberías de transporte (agua, petróleo, gases...) accionadas neumáticamente.
Los actuadores de la fotografía controlan las válvulas de una tubería de gran diámetro para abastecimiento de agua. En estos dispositivos, es el desplazaminto de dos cremalleras controladas por dos pistones opuestos, el que hace rotar un piñón (al contrario del caso habitual, donde es el piñón el que desplaza a la cremallera), cuyo giro controla la apertura o el cierre de una válvula de mariposa.